# Нэнси Дрю. Привидение замка Маллой
«Нэнси Дрю. Привидение замка Маллой» (англ. Nancy Drew: The Haunting of Castle Malloy) — 19-я компьютерная игра-квест из серии «Нэнси Дрю», выпущенная компанией «Her Interactive» 7 октября 2008 года в США и Канаде, а в России — 9 октября 2008 года.

## Сюжет
Нэнси Дрю приглашает в Ирландию подруга Кайлер — через неделю у неё должна состояться свадьба, и Нэнси приглашена в качестве подружки невесты. Но незадолго до приезда таинственно исчез Мэтт — жених Кайлер. Все имеют своё мнение о том, что произошло.
В процессе игры предстоит познакомиться со старинными ирландскими преданиями, изучить огамическое письмо в кельтском языке, поучаствовать в стрижке овец и в исполнении ирландской фольклорной музыки в местном пабе.

## Отзывы
| Сводный рейтинг          | Сводный рейтинг |
| Агрегатор                | Оценка          |
| ------------------------ | --------------- |
| GameRankings             | 77,00 %         |
| Metacritic               | 81              |
| MobyRank                 | 74              |
| Иноязычные издания       |                 |
| Издание                  | Оценка          |
| GameZone                 | 8,5             |
| IGN                      | 8               |
| Adventure Classic Gaming | 3 из 5          |
| AdventureGamers          | 3               |
| Русскоязычные издания    |                 |
| Издание                  | Оценка          |
| Absolute Games           | 37 %            |
| «PC Игры»                | 4,0             |